# HANABIE.

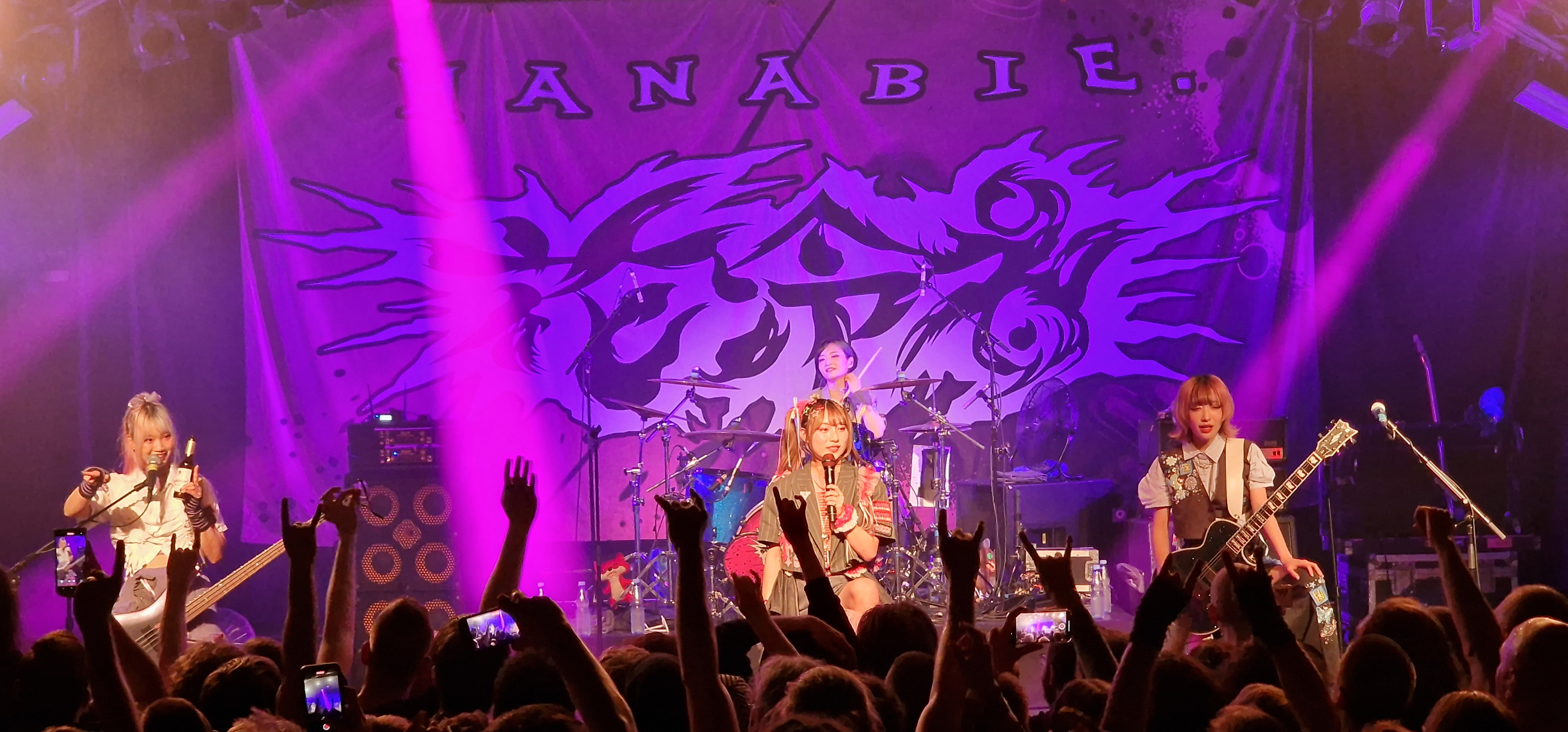
2024년 7월 함부르크에서 공연하는 HANABIE.

HANABIE.(하나비에., 花冷え。)는 2015년에 결성된 도쿄도 출신의 일본 메탈코어 밴드이다. 이 밴드는 보컬 유키나, 기타리스트 마츠리, 베이시스트 헤츠, 드러머 치카로 구성되어 있다. 이들은 시끄럽고 무거운 음악과 대조되는 하라주쿠 미학을 자칭 "하라주쿠 코어" 스타일로 결합한 것으로 유명하다. 이들의 노래에는 힙합 음악과 일렉트로니카가 혼합된 메탈코어, 하드코어 펑크, 누 메탈 요소가 포함되어 있다.
밴드는 경음악 클럽 활동의 일환으로 맥시멈 더 호르몬에 대한 공통된 존경심으로 인해 고등학교 친구 4명이 결성했다. 처음에는 커버 밴드였지만 곧 오리지널 음악을 작곡하는 작업으로 전환하여 2016년 첫 싱글을 자체 제작했다. 독립 밴드로 활동한 후 앨범과 EP를 발표한 후 소니 뮤직 엔터테인먼트 (일본)의 자회사 에픽 레코드 재팬과 2023년 계약을 맺었다. 같은 해 두 번째 앨범 Reborn Superstar! 발매되어 빌보드 재팬 주간 앨범 차트 24위를 기록했다. 앨범의 성공으로 인해 국제적인 인지도를 얻었고 일본 이외의 다양한 음악 페스티벌에 출연하게 되었다.
밴드명 HANABIE.는 모두 겨울이나 봄에 태어난 창립 멤버 4명의 생일을 가리키는 말이다. 끝의 점(' 。')은 발전을 의미하며 멤버들이 중학교 시절 팬이었던 다른 밴드의 이름에서 따왔다.